# Didowszczyzna
Didowszczyzna (ukr. Дідівщина) – wieś na Ukrainie w rejonie fastowskim obwodu kijowskiego.
Didowszczyzna przynależała do województwa kijowskiego Korony Królestwa Polskiego i według wojewódzkiej taryfy podatku podymnego w 1754 we wsi znajdowało się 150 domów. Wieś została zajęta przez Rosję w II rozbiorze Polski (1793). W zaborze rosyjskim siedziba gminy Didowszczyzna w powiecie skwirskim w guberni kijowskiej.

## Zamek, dwór
- we wsi istniał zamek Wysoki Dwór, wybudowany przez Nikifora Tura
- dwór od frontu posiadał ryzalit z czterema kolumnami jońskimi podtrzymującymi  trójkątny fronton. We dworze obrazy szkoły francuskiej, holenderskiej, włoskiej[4].